# Philip Crosby
Philip Bayard Crosby. "Phil" Crosby (Wheeling, 18 de junho de 1926 - Asheville, 18 de agosto de 2001) foi um empresário e escritor estadunidense que contribuiu para a teoria da gestão e métodos de gestão da qualidade. Phil Crosby está associado aos conceitos de "zero defeito" e de "fazer certo à primeira vez". Para ele, qualidade significava conformidade com especificações, que variam conforme a necessidade do cliente. 
Em 1952 trabalhou como engenheiro na Crosley
Corporation e, em 1957, passou a gestor da qualidade da Martin-Marietta. Foi nesta última que desenvolveu o famoso conceito de "zero defeitos". Em 1965 foi eleito vice-presidente da ITT, onde trabalhou durante 14 anos. Em 1979 fundou a Philip Crosby Associates e lançou a sua famosa obra Quality is Free, um verdadeiro clássico da qualidade que vendeu mais de 2,5 milhões de cópias e foi traduzido para 15 línguas. Em 1991 criou a empresa de formação Career IV, Inc. Em 1996 lançou um novo livro intitulado Quality Is Still Free.
O seu nome ficará para sempre a associado aos conceitos de “zero defeitos” e de “fazer bem à primeira vez”. Na sua opinião, a qualidade significa conformidade com as especificações, que variam consoante as empresas de acordo com as necessidades dos clientes. O objectivo deverá ser sempre ter zero defeitos e não apenas produzir suficientemente bem. Segundo Crosby, esta meta extremamente ambiciosa irá encorajar as pessoas a melhorarem continuamente. Defende também que zero defeitos não é apenas um slogan mas antes um verdadeiro standard de desempenho da gestão e justifica esta ideia com a interrogação: “Se os erros não são tolerados na gestão financeira por que não se faz o mesmo na área industrial?”. Crosby considera a prevenção como a principal causadora de qualidade, pelo que as técnicas não preventivas como a inspecção, o teste e o controlo são pouco eficazes. Em alternativa, apresenta uma "vacina" preventiva que contém três ingredientes: determinação; formação; e liderança. Nos seus famosos 14 pontos para a melhoria da qualidade Crosby encara este esforço como um processo contínuo e não um programa pelo que a melhoria da qualidade deve ser perseguida de modo permanente.
Segundo Crosby, os verdadeiros responsáveis pela falta de qualidade são os gestores, e não os trabalhadores. As iniciativas para a qualidade deverão vir de cima para baixo e para isso é necessário o empenhamento da gestão de topo e a formação técnica dos empregados em instrumentos de melhoria da qualidade.